# موسی افشار
موسی افشار (زاده ۱۳۰۵ – درگذشته مهر ۱۳۶۳) کارگردان، فیلم‌نامه‌نویس، تهیه‌کننده، فیلم‌بردار و تدوین‌گر اهل ایران بود.
موسی افشار متولد ۱۳۰۵ تهران است. وی فعالیت در سینما را سال ۱۳۲۶ به عنوان دستیار بخش صدا در استودیوی «ایران نو» آغاز کرد و سپس به عنوان صدابردار و بعد تدوینگر و فیلمبردار ادامه فعالیت داد. وی سال ۱۳۳۹ استودیوی دوبلاژ «ریولی» و سال ۱۳۴۱ با مشارکت ایرج قادری و مهدی میرصمدزاده، شرکت سینمایی «پانوراما» را تأسیس کرد. افشار در مهرماه ۱۳۶۳ بر اثر ابتلا به بیماری ذات الریه در استانبول درگذشت.

## فعالیت حرفه‌ای

### بازیگر
- گزارش (۱۳۵۶)

### کارگردان
- ضرب شست (۱۳۴۸)
- مرد روز (۱۳۴۷)

### نویسنده
- ضرب شست (۱۳۴۸)
- مرد روز (۱۳۴۷)

### تهیه‌کننده
- ضرب شست (۱۳۴۸)
- مرد روز (۱۳۴۷)
- شیطون بلا (۱۳۴۴)

### مدیر فیلمبرداری
- باشرف‌ها (۱۳۵۱)
- شیطون بلا (۱۳۴۴)
- یک پارچه آقا (۱۳۴۴)
- آقای قرن بیستم (۱۳۴۳)
- لذت گناه (۱۳۴۳)
- تار عنکبوت (۱۳۴۲)

### تدوین
- سیاه راه (۱۳۶۳)
- کمال‌الملک (فیلم) (۱۳۶۲)
- حاجی واشینگتن (فیلم) (۱۳۶۱)
- موج طوفان (۱۳۵۹)
- تشنه باران (۱۳۵۷)
- ساخت ایران (فیلم) (۱۳۵۷)
- سرخپوست‌ها (فیلم) (۱۳۵۷)
- فرار از بند (۱۳۵۷)
- مبارزی در نیمه راه/شب بازیگران (۱۳۵۷)
- سوته دلان (۱۳۵۶)
- مرثیه (فیلم) (۱۳۵۶)
- آتش جنوب (۱۳۵۵)
- اگر برگی نریزد (۱۳۵۵)
- مردی در آتش (۱۳۵۵)
- وقتی که آسمان بشکافد (۱۳۵۵)
- جنوبی (فیلم) (۱۳۵۲)
- مأمور ما در کراچی (۱۳۵۲)
- باشرف‌ها (۱۳۵۱)
- خر دجال (فیلم) (۱۳۵۱)
- فردای باشکوه (۱۳۴۶)
- رانندگان جهنم (۱۳۴۵)
- شیطون بلا (۱۳۴۴)
- فریاد دهکده (۱۳۴۴)
- یک پارچه آقا (۱۳۴۴)
- آقای قرن بیستم (۱۳۴۳)
- لذت گناه (۱۳۴۳)
- تار عنکبوت (۱۳۴۲)
- ساحل انتظار (۱۳۴۲)
- نابغه هفت‌ماهه (۱۳۴۲)
- وحشت (فیلم) (۱۳۴۲)